# Colonia Iturraspe (Santa Fe)
Colonia Iturraspe es una comuna del Departamento Castellanos, Provincia de Santa Fe, Argentina.

## Ubicación
Se halla situada en el centro del Departamento Castellanos al sur de la ciudad de Rafaela. 

## Población y demografía
88 habitantes (Indec, 2022)

## Historia
La localidad se creó el 31 de marzo de 1884.

## Santo Patrono
- 16 de agosto San Roque